# Zygaspis vandami
Espèce
Synonymes
- Amphisbaena vandami Fitzsimmons, 1930
- Zygaspis violacea vandami (Fitzsimmons, 1930)
- Zygaspis arenicola Broadley & Broadley, 1997

Zygaspis vandami est une espèce d'amphisbènes de la famille des Amphisbaenidae.

## Répartition
Cette espèce se rencontre :
- en Afrique du Sud ;
- au Mozambique ;
- au Zimbabwe.

## Liste des sous-espèces
Selon The Reptile Database (21 juil. 2011) :
- Zygaspis vandami vandami (FitzSimons, 1930)
- Zygaspis vandami arenicola Broadley & Broadley, 1997

## Étymologie
Cette espèce est nommée en l'honneur de Gerhardus Petrus Frederick Van Dam.

## Publications originales
- Broadley & Broadley, 1997 : A revision of the African genus Zygaspis Cope (Reptilia: Amphisbaenia). Syntarsus, vol. 4, p. 1-24.
- FitzSimons, 1930 : Descriptions of new South African Reptilia and Batrachia, with distribution records of allied species in the Transvaal Museum collection. Annals of the Transvaal Museum, vol. 14, no 1, p. 20-48 (texte intégral).